# Vince Carter
Vincent Lamar Carter Jr., ameriški košarkar, * 26. januar 1977, Daytona Beach, Florida, Združene države Amerike.
Je nekdanji profesionalni košarkar, ki ga štejejo za enega najboljših zabijalcev v zgodovini lige NBA. Rojen je bil 26. januarja 1977 v Daytona Beach na Floridi. Carter je igral na položaju krilnega igralca in je bil znan po svojih atletskih sposobnostih, vključno s fenomenalnim skakanjem in zabijanjem.
Carterjeva kariera v NBA je trajala od leta 1998 do 2020, med katero je igral za več ekip, vključno s Toronto Raptors, New Jersey Nets, Orlando Magic, Phoenix Suns, Dallas Mavericks, Memphis Grizzlies, Sacramento Kings in Atlanta Hawks. Največji uspeh je doživel med igranjem za Toronto Raptors, kjer je postal priljubljen zaradi svojih spektakularnih zabijanj in celotne igre.
Med svojo kariero je bil osemkrat izbran v NBA All-Star ekipo in je znan tudi po tem, da je zmagal na tekmovanju v zabijanju (Slam Dunk Contest) med NBA All-Star vikendom leta 2000. Carter je postal prvi igralec v zgodovini NBA, ki je igral v ligaških tekmah v štirih različnih desetletjih (90. leta, 2000., 2010. in 2020.).
Po končani aktivni igralski karieri se Vince Carter ukvarja s komentiranjem in analitičnim delom v športnih medijih.